# 合志郡
合志郡（日语：／ Gōshi gun */?）是過去位于日本熊本縣的一個郡；設置於肥後國時期，已於1896年4月1日併入菊池郡。
過去的轄區包含現在的合志市全部地區、菊池市的部分地區、大津町的部分地區、菊陽町的部分地區、南阿蘇村的部分地區。

## 歷史
- 1889年4月1日：實施町村制，下轄1町2村。
  - 大津町、陣內村、平真城村（合併為大津町）
  - 北合志村、泗水村、田島村、清泉村（後合併為菊池市）
  - 瀬田村（後被廢除，轄區現分別屬於大津町及南阿蘇村）
  - 護川村（後被廢除，轄區現分別屬於大津町及菊池市）
  - 合志村、西合志村（後合併為合志市）
  - 原水村、津田村（後合併為菊陽町）
- 1896年4月1日：被併入菊池郡。